# Gottfried Keller
Gottfried Keller, švicarski pesnik, pisatelj in politik,  * 19. julij 1819 v Zürich, Švica, † 15. julij 1890. 
Gottfried Keller je svojo umetniško pot začel kot krajinski slikar, v predmarčni dobi pa se je posvetil politični liriki in zaključil svoje življenje kot eden najpomembnejših nemško govorečih pisateljev 19. stoletja. Med leti 1861 ter 1876 je opravljal funkcijo uradnika Republike Zürich. Njegovi najbolj znani deli sta roman Zeleni Henrik (nem. Der grüne Heinrich) in cikel novel Ljudje iz Seldwyle (nem. Die Leute von Seldwyla). Keller velja za mojstra novel in kratkih zgodb ter za enega najbolj pomembnih pripovedovalcev meščanskega realizma. 

## Življenje in delo

### Starši in otroštvo
Starša Gottfrieda Kellerja sta bila Rudolf Keller (1791-1824) ter njegova žena Elisabeth, rojena Scheuchzer (1787-1864), oba iz kraja Glattfelden v severnem delu kantona Zürich. Rudolf Keller, sin obrtnika, se je po letih obrtnega vajeništva ter potovanja  po Avstriji in Nemčiji, vrnil v (svoj) rodni kraj ter zaprosil za roko hčerke tamkajšnjega zdravnika. Družina Scheuzer je bila v daljnem sorodstvu s patricijsko družino enakega imena, iz katere je izhajalo že več zdravnikov, med njimi v 17. stoletju vsestransko izobraženi zdravnik in naravoslovec Johann Jakob Scheuchzer. 
Po sklenitvi zakonske zveze leta 1817 se je par naselil v Zürichu, v hiši "Pri zlatem kotu" (nem. "Zum goldenen Winkel"), kjer se je tudi rodil Gottfried Keller. Kmalu zatem je Kellerjev oče kupil hišo "Pri Srpu" (nem. "Zur Sichel"). Tam se je leta 1822 rodila Regula, edina od petih Kellerjevih bratov in sester, ki ni umrla v otroštvu. Pisatelj je to hišo in ljudi, ki v njej živijo, opisal v svojem romanu "Zeleni Henrik". Tako na primer "dejansko otroštvo" njegovega knjižnega lika, "zelenega" Heinricha Leeja" ni izmišljeno, še več še "anekdotsko v tem, kako dobro je bilo."
Kellerjev oče je bil del liberalnega gibanja, katero je delovalo proti restavratorni politiki starih meščanskih elit ter se potegovalo za bolj centralizirano obliko države. Kot patriot in državljan se je Rudolf Keller udeleževal orožnih vaj Salomona Landolta kot del ostrostrelskega voda, kot svetovljanski izobraženi meščan pa se je čutil povezanega z Nemčijo. Občudoval je Friedricha Schillerja in kot član ljubiteljskega gledališča sodeloval pri uprizoritvah njegovih dram. Leta 1823 je bil izvoljen za predstojnika obratovskega ceha. Bil je tudi v predstojstvu šole, v kateri so revne otroke brezplačno poučevali po metodah züriškega pedagoga Johanna Heinricha Pestalozzija. Kellerjevi starši so pripadali evangeličansko-reformirani Cerkvi, kar očeta ni zaustavljalo, da ne bi kritiziralti verouka züriške duhovščine. V povezavi s tem je treba povedati, da je bil izvrsten govorec. Umrl je leta 1824, pri starosti 33 let, zaradi pljučne tuberkuloze.

## Čas šolanja 1825–1834
Na željo očeta je Gottfried od šestega do dvanajstega leta obiskoval omenjeno šolo za revne, potem dve leti nadaljevalno šolo, kjer se je učil tudi francosko in italijansko. Učil se je brez težav ter že zgodaj pokazal potrebo potrebo po izražanju s slikanjem in pisanjem. Iz njegovih deških časov so se poleg domišljijskih slik z vodnimi barvami ohranila tudi kratka dramska dela, za katera je dobil navdih pri potujočem gledališču. Napisal jih je za svoje prijatelje in jih z njimi tudi uprizoril.
Za veliko noč leta 1833 je bil sprejet na novoustanovljeno kantonsko industrijsko šolo, ki je imela na razpolago več visoko kvalificiranih učiteljev. Njegov učitelj za geografijo in zgodovino je bil nemški geolog in politik Julius Fröbel, kasneje prvi založnik mladega pisatelja. Njegov učitelj francoščine, züriški duhovnik Johann Schulthness (1798-1871), katerega pouk je še posebej cenil, ga je seznanil s francoskimi pisatelji, med njimi z Voltairom ter z Don Kihotom v francoskem prevodu, delom, ki je veljalo za enega njegovih najljubših. 
To okolje je moral že po enem latu zapustiti. Sodeloval je pri shodu, ki so ga organizirali, saj so starejši učenci po vzoru v takrat politično razgibani Švici sodelovali v pogostih pučih. Pri tem je prišlo pred hišo pedagoško nekvalificiranega in politično nepriljubljenega učitelja -– bil je član vladajoče liberalne stranke, medtem ko so na kantonalni industrijski šoli obiskujoči sinovi konservativnih meščanov imeli glavno besedo. Ko je komisija preiskovala dogodek, so se pravi krivci izgovorili in postavili Gottfrieda za vodjo krdela. Proti Kellerju usmerjen vodja šole, Johann Ludwig Meyer (1782-1852) jim je verjel na besedo ter postavil zahtevo: “Gottfrieda Kellerja je treba izključiti iz šole in to njegovi materi prijaviti s strani nadzorne komisije”. Zahteva je bila sprejeta. S tem so komaj petnajstletnemu zaprli nadaljnjo izobraževanje.

### Poklicni cilj: slikar 1834-1842
Postavljen pred poklicno izbiro, se je Gottfried Keller prepustil vplivom svojih spominov na otroške slikarske vaje in svežim vtisom z letne Züriške slikarske razstave. Klub pomislekom matere in njenih svetovalcev se je odločil, da postane krajinski slikar. Poletje po izobraževalnem spodrsljaju je preživel na slikovitem Glattfeldenu, kjer je bil pogosto gost štiričlanske družine njegovega strica in skrbnika, zdravnika Heinricha Scheuchzerja (1786-1856). V knjižni zbirki Scheuchzerjeve hiše je našel pisma o krajinskem slikarstvu züriškega slikarja in pesnika Salomona Gessnerja; to je bilo branje, ki je njegova čustva kot umetnika samo še potrdilo.

### Učna leta v Zürichu
Na nesrečo Kellerja, je bil njegov prvi učitelj, ki je imel v Zürichu manufakturo za izdelavo barvnih vist, prevarant. Kot “goljuf” v Zelenem Henriku ki je bil vesel da je učenca prepustil lastnim potem, potem ko ga je naučil površinske in napačne risarske tehnike. Keller v romanu poroča, kako je po zimskih nočeh, polnih branja, pozno prihajal na delo in poletne dni skicirajoč in zasanjan preživel v domačih gozdovih, vedno manj zadovoljen s svojim znanjem. Šele poleti leta 1837, pri osemnajstih, je spoznal akvarelista Rudolfa Meyerja (1803-1857), “rimljana” v Zelenem Henriku, ki je prepotoval Francijo ter Italijo. Svojega učenca je prvič naučil umetniškega opazovanja in ga navadil na strogo disciplino pri risanju in slikanju narave. Ta “pravi mojster” pa je trpel zaradi zablod in prikazni in je že naslednje leto odšel iz prekinil svoje bivanje v Zürichu.
Meyer je svojemu učencu predstavil tudi dela Homerja in Ariosta. Seme, za katerega je bilo polje mnogo bolje, najbolje pripravljeno. Mladi knjižnični in antikvarniiati gost je do takrat že "pojedel" dela Jeana Paula (“trikrat po tri knjige”) in Goetheja (“v štiridesetih dneh”). Kellerjeve študijske knjige iz let 1836-40 vsebujejo poleg risb vedno več pisnih vnosov; branja, poskusi pripovedovanja, osnutki dram, opisi pokrajine in razmišljanja o veri, naravi in umetnosti v stilu Jeana Paula. Pesem, ki spominja na Heinricha Heineja, iz meseca maja 1838, objokuje smrt mladega dekleta, katere značaj in usoda sta postala kasneje poveličana v podobi Anne, mladostniške ljubezni zelenega Henrika Leeja. 
1839 je Keller prvič pokazal, kateri politični stranki se čuti pripadnega. Takrat je izbruhnil spor med radikalno-liberalno Züriško vlado in njenimi podeželskimi volivci, ki so v verskih rečeh raje poslušali svoje župnike. Vlada si je namreč drznila levo-hegeljanskega teologa Davida Friedricha Strausa poklicati na Züriško Univerzo. V sporu, ki je sledil, je konzervativna opozicija izrabila priložnost in vodila 6. septembra tisoče oboroženih kmetov v Zürich. Nato je Keller oddrvel iz Glattfeldna “ne brez da bi kaj užival, v oddaljeno glavno mesto, svoji ogroženi oblasti stati ob strani.” Kar pa je tam doživel, je neznano. “Züriški puč” je bil sicer krvavo zatrt, vendar je padla tudi liberalna vlada, in pričela se je večletna vladavina konzervativcev.

### V Münchnu
Ko mu je, leta 1840, uspelo komaj enaindvajsetletnemu priti v posest male dedovščine, je tako lahko uresničil svoje namere po nadaljnjem o izobraževanju na Kraljevi Akademiji za umetnosti v Münchnu. V zgodnjem poletju se je preselil v sveže zacvetelo umetnostno metropolo in univerzitetno mesto, ki je sveže zacvetelo pod Ludvikom I. in katero je privabljalo slikarje, arhitekte, umetnostne rokodelce vseh vrst, pa tudi študente iz celotnega nemškega jezikovnega prostora. Med njimi veliko Švicarjev. Njihovemu študentskem društvu se je pridružil tudi Keller. Ravno tako je bil tudi njim njihov nizkorasel, slabovideni, v črn plašč oddeti, zasanjani, idej poln sonarodnjak tako všeč, da so ga izvolili za urednika njihovega tedenskega časopisa. 
Kot mnogi mladi slikarji, ki so se zgrinjali v München, tudi Keller ni postal študent akademije, na kateri krajinsko slikarstvo kot predmet še ni bilo zastopano, ampak je deloval v krogu umetniških prijateljev na pokrajinskih kompozicijah. München je bil drag. Ker misel na prodajo slik takrat ni prišla niti v poštev, je poskušal Keller tisto, kar je prinesel s seboj, čim bolj raztegniti, tudi s tem, da se je zadovoljil le v z enim obrokom na dan. Zatem je zbolel za tifusom. Zdravniki in oskrba sta še bolj obremenila njegova sredstva. Tako je bila dediščina kmalu porabljena. Keller se je zadolžil in je moral prositi za podporo mater, ki mu jo je vedno odobrila, na koncu tudi s sposojenim denarjem. Slika, ki jo je z velikimi upi naslikal za razstavo v Zürichu, danes znana pod imenom Herojske pokrajine (nem. Heroische Landschaften), je tja prispela poškodovana. V jeseni 1842 je stiska prisilila Kellerja, da je bivanje v Münchnu prekinil. Na koncu je moral večji del svojega dela prodati kramarju, da si je lahko financiral pot domov.
.

### Lirik
Najprej je Gottfried Keller odkril in preizkusil svoj talent kot pesnik. Njegovo zanimanje je zbudila poezija Pesmi Živečega (nem. Gedichte eines Lebendigen) Georga Herwegha, “železnim škrjancem” predmarčne dobe. Ta zbirka političnih pesmi, ki je izšla 1841 v Zürichu, je vzbudila v njem sorodne, vendar čisto svoje tone, ki jih je od poletja 1843 zapisoval v verze. Nastale so pesmi o naravi in ljubezenske pesmi po klasično-romantičnem vzoru, združene s političnimi napevi v čast in slavi narodne svobode in osvoboditvi duha. Kasneje je poslal svojemu bivšemu učitelju Juliusu Fröbleu, ki je med tem je postal Herweghoev založnik, nekaj pesmi v oceno. Fröbel je spoznal pesniški talent in je priporočil Kellerja Adolfu Ludwigu Follenu, bivšemu članu študentske bratovščine Burschenschafter in udeležencu Wartburgfesta leta 1818, kateri ji bil v Nemčiji preganjan kot demagog, zato je od leta 1822 naprej živel v Švici, kjer se poročil s premožno švicarko.
Od liberalnega preobrata 1831 dalje so bili nasprotniki evropskih kneževskih vladavin v Švici sprejeti odprtih rok. Ta dotok iz Nemčije je povzročil, da je bil večji del učiteljstva leta 1833 ustanovljene Univerze v Zürichu pretežno sestavljen iz nemških opozicijskih akademikov. Poleg ustanovnega rektorja Lorenza Okena so tam poučevali kemik Carl Löwig, zdravnik Jakob Henle, teolog in orientalist Ferdinand Hitzig, politični publicist Wilhelm Schulz in za nekaj mesecev tudi njegov prijatelj, v Zürichu zgodaj umrli naravoslovec in pesnik, Georg Büchner. Veliko od njih se je srečevalo v Follenovi hiši “zum Sonnenbühl”, kjer so se po Strausenhandlu in Züriškem puču razkropljeni liberalci počasi ponovno zbirali in se družili z eksilanti različnih nacionalosti, med njimi z anarhistom Mihailom Bakuninom ter zgodnjim komunistom Wilhelmom Weitlingom.
Po Kellerju je bil Hoffmann njegov pravi odkritelj, ki je po enem pogledu v njegov manuskript, ki je pristal pri Follenu, ga dal takoj poklicati k sebi. Follen, ki je tudi sam pesnil, je postal Kellerjev mentor in je predelal njegove verze- vendar ne na boljše. Eden prvih izborov Kellerjevih pesmi je izšel pod naslovom Pesmi avtodidakta Samonareka (nem. Lieder eines Autodidakten), v zbirki od Frobela izdani Nemški žepni knjigi za leto 1845 (nem. Deutsches Taschenbuch auf das Jahr 1845), drugi izbor pa s Sedemindvajsetimi ljubezenskimi pesmimi (nem. Siebenundzwanzig Liebeslieder), Ognjeno Idilo (nem. Feueridylle) in Misli živega zakopanega (Gedanken eines lebendig Begrabenen) v naslednjem in hkrati zadnjem zvezku iz leta 1846. Celotna zbirka, ki jo je ponovno uredil Follen, je izšla leta 1846 pod naslovom Poezije (nem. Gedichte) v heidelberški založbi Heidelberg Verlag C. F. Winter.

### Upornik
Ta zbirka (in vse sledeče) je vsebovala tudi pesem, s katero je Keller ponovno potrdil svoje politične barve, a tokrat očitno. Sonderbundska vojna leta 1847, katere posledica je bil izgon jezuitov ter nastanek moderne švicarske ustave, je vrgla svojo senco, na njegovo ustvarjanje.“Poredni pesnik”, kot je sam sebe kasneje poimenoval, je v začetku leta 1844 sestavil za ilustriran letak pesem z rimo “Prihajajo, jezuiti!”
Pesnik se je v letih 1844 in 1845 v Luzernu udeležil obeh poskusov državnega udara imenovanih Freischarenzug, po katerih je zaradi pomanjkanja stika z nasprotnikom vrnil domov nepoškodovan. To izkušnjo je kasneje obdelal v noveli Gospa Regel Amrain in njen najmlajši (nem. Frau Regel Amrain und ihr Jungster). Bil je vpleten tudi v literarni spor. Arnold Ruge in njegov somišljenik Karl Heinzen sta napadla njegovega založnika, zaradi Kellerjeve vere v boga in njegove nesmrtnosti kot reakcionizem poleg tega pa sta Wilhelma Schulza, ki mu je pristopil na pomoč, spravila na slab glas. Schulz, bivši poveljnik garde, je izzval Rugeja na dvoboj in določil Kellerja za svojega pomočnika. Ruge se je izzivu izmuznil, Keller pa je svojemu prijatelju "pomagal" s sonetom. Odmeve Züriškega Spora o Ateizmu najdemo, sicer močno skrite, v Zelenem Henriku. 
V teh letih je Keller prijateljeval z družino Freiligrath in zakonskim parom Schulz ter vodjem zbora in skladateljem Wilhelmom Baumgartnerjem, ki je Kellerja seznanil z romantično glasbo in svojim igranjem klavirja ter nekaj Kellerjevih pesmi tudi uglasbil. Pri Freiligrathovih (v Meierbergu ob Rapperswilu) je spoznal njegovo svakinjo Marie Melos in se v njo zaljubil, vendar ji svoje ljubezni ni izpovedal. Jo je pa, v pogosto citiranem ljubezenskem pismu, neuspešno izpovedal drugi lepi in bistri mladi dami, Luisi Rieter.
Zunanje stanje skoraj tridesetletnega Kellerja ni bilo nikoli bolje kot po vrnitvi iz Münchna. Prvi pesniški honorar je bil zapravljen, prva pesniška slava je pošla; z literarno- in umetnostnokritičnimi članki, kakršne je pisal za Novi Züriški Časopis (nem. Neue Zürcher Zeitung) ter Listi za knjižnevno zabavo (nem. Blatter fur literarische Unterhaltung), ni bilo mogoče zaslužiti za preživetje. Niti ni bil ustvarjen za publicistiko, ki je prehranjevala spoznanj polnega Schulza, niti ni bil trgovec kot Freiligath, ki je že leta 1846 imel razstavo v Londonu ter se preselil tja s celotno družino. Še posebej je politično angažiranega Kellerja bolelo, da so ga tudi pri sodelovanju pri državni prenovi v Švici, ki so jo po razveljavitvi Sonderbunda 1847-48, zaradi predhodnjih političnih akcij, izključili. Dejavnosti ustanoviteljev moderne zvezne države, Jonasa Furrera in Alfreda Escherja, ki jih je spoznal na Volontariatu na Züriški državni pisarni, sta ga napolnila s spoštovanjem.

### Državni štipendiat Heidelberg 1848-50
V revolucijskem letu, natančneje kotobra, je preko Basla in Strassburga potoval v politično nemiren Baden in se vpisal na Univerza v Heidelbergu. Z velikim vedoželjnem je obiskoval predavanja o Spinozi ter nemške literarno zgodovino in estetiko pri Hermannu Hettnerju, ki je kmalu postal njegov prijatelj. Pomemben navdih Kellerju je bil zdravnik Jakob Henle, ki ga je poznal še iz Züricha. Pri njem je poslušal tisti antropološki študij, ki je obdelan v Zelenem Henriku. 
Heidelberg je bilo tudi umetniško mesto. Keller se je pridružil enako staremu slikarju Bernarnu Friesu, sinu heidelberškega zbiralca umetnosti, in je bil pogosto gost pri Christianu Kösterju, ki je doživel razcvet literarne in slikarske Heidelberške romantike in ki je deloval kot restavrator zbirke slik Sulpiza Boisseréeja. Köster, oboževalec Goetheja, je spoznal svojega gosta z deli staronemškega slikarstva in grafike in ga navdihnil k pesmi Melanholija (nem, Melancholie), katera vsebuje slavno obliko Dürerjeve Bakrene mize (nem Kupfertisch). 
V Waldhornu, hiši liberalnega politika in učenjaka Christiana Kappa, se je Keller srečal s filozofom Ludwigom Feuerbachom, katerega so v Heidelberg povabili revolucionarni študentje in kjer je v dvorani mestne hiše imel predavanja o stvareh religije pred publiko sestavljeno iz delavcev, meščanov in akademikov.
Do Johanne Kapp, umetniško nadarjene hčerke Christiana Kappa, učenke slikarstva Bernharda Friesa, je imel Keller globoko naklonjenost. Ko ji je jeseni 1849 priznal svojo ljubezen, mu je zaupala, da je skrivno v zvezi z Feuerbachom. Nekaj najlepših Kellerjevih novo nastalih pesmi obdelujejo to nesrečno ljubezen, med njimi tudi verzi o Heidelberškem starem mostu.
Prijateljski trio Keller, Schulz, Freiligrath - le ta tačas že poslanec v Frankfurškem Deželnem Združenju, drugi soizdajatelj Novega Renškega Časopisa - se je na prelomnici leta 1848/49 v Darmstadtu, ponovno srečal. Maja 1849 je bil Keller očividec bojev pri umiku Baadskih revolucionarjev. Poleti ni več obiskoval predavanj in se popolnoma predal svojemu književnemu delu, se soočil s klasiki drame, z Hettnerjem diskutiral o dramski teoriji, ki je malo kasneje preraslo v intenzivno pisemsko izmenjavo in pisal različne komedije ter dramo Therese, delo, ki je ostalo le fragment. Konec leta je izšla v Listih za književno zabavo (nem. "Blättern für literarische Unterhaltung") prva zbirka podrobnih recenzij o pripovednih delih konservativnega švicarskega pesnika Jeremiasa Gotthelfa. Tudi kasneje večkrat zavrženo uvodno poglavje Zelenega Henrika je nastalo v Heidelbergu. S svojimi štipenditorji se je Keller dogovoril, da ne bo kot načrtovano potoval po Orientu, in raje nadaljeval delo na svojih gledaliških delih v Berlinu. Upal je, da se bo lahko na priznanih odrih pruskega glavnega mesta uveljavil kot pisec gledaliških iger. V dnevih svojega slovesa od Johanne Kapp, decembra 1849, je prvič pisal Braunschweigerskemu založniku Eduardu Viewegu in sklenil, da še pred svojim odhodom v Berlin z njim sklene pogodbo o izdaji svojih pesmi in romana.

### Svobodni pisatelj: Berlin 1850–55
Na pruska tla je prvič stopil Keller, potujoč z ladjo po reki Ren navzgor, v Kölnu. Tam si Freiligrath, od sodnih postopkov ovirani bivši urednik Novega Renskega, ni dovolil vzeti priložnosti, prijatelja zabavati v veseli družbi. V tej družbi je bil tudi pesnik Wolfgang Müller von Konigswinter in malo kasneje v Düsseldorfu še slikar Johann Peter Hasenclever. Konec aprila 1850 je Keller prispel v Berlin in se vselil v stanovanje v bližini Gendarmenmarkta z razgledom na Kraljevego Gledališče Berlin. 
Iz enega leta, ki naj bi ga preživel v mestu, jih je postalo več kot pet: najbolj produktivna, ampak tudi skromna leta njegovega življenja. Tam je v mučnem, pogosto mesece neprekinjenem delu napisal Zelenega Henrika in zatem “ v eni potezi” spravil novele prve zbirke Ljudi iz Seldwyle na papir. Dve upanji, s katerimi je prišel v Berlin, sta ostali neuresničeni: Pisateljevanje mu ni omogočalo izhoda v lepše življenje in njegove gledališke igre niso nikoli postale več kot osnutki.

### Spoznanja v gledališču
S strani njegove “glavne poučevalne ustanove”, Kraljevega gledališča, je bil Keller razočaran. Raje je imel mestni milje in številna ženska študentska združenja (nem. Damenflor). prav tao je bilo s strani drugih zaželeno, da je dela, ki jih je že poznal, prvič videl na odrih, kot npr. klasike Shakespeara, Goetheja in Schillerja ter novejša Hebblova dela. A vendar se je pritoževal nad pomanjkanjem umetnosti v sami režiji, še posebej pri Hamletu in Mariji Magdaleni. Njegove kritične poglede o dramaturgiji je razvil ob izmenjavi pisem s Hettnerjem, ki jih je leta 1852 obdelal v svoji knjigi Moderna Drama (nem. Das Moderne Drama). Z zahtevo po oddaljenem, reflektiranem občinstvu, je bodoči epik že vnaprej odvzel princip epskemu gledališču.
Ko je leta 1850 v Berlinu z dramami Corneilla in Racina gostovala Elisa Rachel Felix, ga je prepričalo njeno odrekanje gledališkemu pathosu in kakor tudi njena umetnost, ki je pesniškim besedam dala veljavo, o vrednosti teh iger in o neustavljivih - od Lessinga dalje - prisotnih predsodkih Nemcev do klasične francoske tragedije. Tudi igra münchenčanke Christine Enghaus v glavni vlogi hebbelove drame Judith, je pustila globok vtis. V splošnem je videl Keller tragično v gledališču v zatonu, komično pa v porastu.

### Literarno druženje
Gledališčnikom in pisateljem se je raje ognil: S tem ko se je vsem določilnim krogom ognil, je samega sebe odrezal pred kakršnokoli zahtevo po tuji zaščiti je zapisal Baechtold ki kot vzrok za Kellerjevo potrebo po neodvisnosti vidi v njegovem preziru do zaprtih družb. Keller se je bil tako sam onemogočil uveljaviti se kot literat. Prav tovrstna nravnost pa mu je zaprla vrata do tradicionalnih salonskih in literarnih druženj, ki so bila v prestolnici tako cenjena. Neki prijateljski gledališki pisec ga je priporočil Bettini von Arnim in mu zabrusil naj se z njo dobi. Keller je odklonil. Pesnik Christian Friedrich Scherenberh, s katerim se je tisti čas dobro razumel, ga je vzel s seboj na sestanek berlinskega literarnega združenja Tunnel über dem Spree, kar pa je bil tudi njegovo zadnjo prisostvovanje. Pri Karlu Augustu Varnhagnu von Ense, znan tudi kot “grand old man” klasično-romantičnega obdobja, ki je že leta 1846 spodbudno pisal o Kellerjevih pesmih, je opravičil svojo odsotnost s tem, da “da mu primanjkuje kakršnekoli oblike severnonemškega vedenja”. V resnici se je na začetku družil bolj s sonarodnjaki, južnimi Nemci in Rheinlandčani, ki so se dobivali v berlinskih vinotekah in pivnicah. Tako je prijateljeval z zdravnikom Christianom Heußerjem (1826–1909) in kiparjem Hermannom Heideljem. 
Vendar od 1854 dalje, potem ko so izšli prvi trije zvezki Zelenega Henrika in je Keller kupil frak, obvezno oblačilo višje družbe, je postal del kavarniških družb, ki jih je na Mauerski cesti 36 organizirala varnhagenova nečakinja Ludmilla Assing. Keller je tam poleg literatov Maxa Ringa, Adolfa Stahra, Alexandra von Sternberga in Eduarda Vehsa srečal tudi bivšega pruskega vojnega ministra Ernsta von Pfuela in pevko Wilhelmino Schroeder-Devrient. Njegovi gostitelji so cenili njega kakor tudi njegovega Zelenga Henrika. Varnhagen mu je podaril ročno napisan izvod Čerubinskega popotnika (nem. Cherubinischer Wandersmann) Angelusa Silesiusa.
Prav tako je bil Keller v zadnjih dveh letih v Berlinu pogosto gost pei Franzu Dunckerju in njegovi soproge Line. Tukaj je Keller spoznal tudi Betty Tendering, sestro Line Duncker in se strastno zaljubil v to elegantno, visokoraslo in prelepo dvaindvajsetletnico. Pod imenom Dorothea Schonfun ( oz. Bella Trovata = Betty Tendering) se je pojavila v zadnjem zvezku Zelenega Henrika. Kakor njegov romanski "heroj", si tudi Keller ni upal, "nedosegljivi" priznati svojo ljubezen. Namesto tega je začel svoje "težko" srce lajšati s tem, da je na svojih nočnih vračanjih domov iskal pretepe z mimoidočimi. Dogodki, od katerih pa naj bi odnesel le modro oko ter denarno globo.

### Življenje, izdaje, koncepti
1851 je izšla pri založbi Vieweg Kellerjeva v Heidelbergu nastala zbirka Novejše pesmi (nem. Neuere Gedichte), 1854 pa še razširjena izdaja. Med letoma 1851 in 1854 Keller napiše več prispevkov za časopis Blätter für literarische Unterhaltung, in sicer med drugimi tudi več obsežnih razprav o romanih Jeremiasa Gotthelfa, kar je bilo tudi Kellerjevo glavno literarno-kritično delo. Ker od leta 1852 dalje ni prejemal več nobene štipendije in ker so honorarji in denar Viewega v dragem Berlinu komaj krili stroške, je bil prisiljen, se večkrat zadolžiti in to prav v obdobju, ko so njegovi podporniki in prijatelji v Zürichu pričakovali poročila o njegovem uspehu.
Tisti čas je bila prodaja prvih treh zvezkov romana komaj opazna. Ko so bili konec leta 1853 odposlani, je Kellerja najhujše šele čakalo: leto in pol do zaključka četrtega zvezka, v katerem je sinhrono pripovedoval svoje boleče doživljanje nesrečne ljubezni, kakor tudi ljubezni svojega romanskega heroja. Na Cvetno nedeljo leta 1855 je ”dobesedno v solzah” napisal zadnje poglavje. Maja je končno prispel četrti zvezek v knjigarne.
Tudi za založnika Eduarda Viewega je postal Zeleni Henrik preizkus živcev: pet let mu ni uspelo Kellerja, tako z grožnjami kot z obljubami, pripraviti do tega, da bi manuskripte oddal do zastavljenega roka. Vieweg je smatral roman za “mojstrovino”. Kljub temu pa je avtorju plača honorar začetnika in to, ko je njegova založba cvetela in je bil Kellerjev ekonomski položaj poznan. 
Tako se je med Berlinom in Braunschweigom razvila izmenjava pisem, ki ji zaradi rezkega grenkega tona- kljub stalni vljudnosti- v nemški literarni zgodovini še vedno ni enakovredne.
Nepoplačana je ostala Kellerjeva lektura klasičnih del, s katero je zapolnil svoje raztegnjene odmore od pisanja. Prav ta pa je dodala njegovim spisom kot 'literarnost' ocenjeno globino razsežnosti in duševno predenje v novih delih. Paradoks, ki je bil zanj hkrati delo in počitek. Prav možno, da tu tiči še en razlog za “pravljično počasnost” njegovega pisateljskega nadaljevanja. Vzporedno z delom na Zelenem Henriku so v Kellerjevi glavi nastale tiste življenjske slike, ki so se po zaključku romana pojavile v obliki novel: Ljudje s Seldwyle (nem. Leute aus Seldwyla). V nekaj mesecih je dokončal prvih pet pripovedi tega cikla, Pankraz, der Schmoller, Frau Regel Amrain und ihr Jungster, Romeo und Julia auf dem Dorfe ter Die drei gerechten Kammmacher ter Spiegel, das Katzchen. Vieweg jih je po mnogih prerekanjih izdal šele v naslednjem letu. Drugi zvezek je ostal nedokončan. Pripovedno delo z delovnim naslovom “Galathea”, ki je kasneje našlo svoj prostor v  delu Sedem legend (nem. Sieben Legenden) in pesmih Sinngedicht, je zaradi v denarnih težav in hitrega pisanja petih Seldwylskih zgodb, sklenil pogodbo z Franzom Dunckerjem, ki ga je zavezovala, da tekom leta 1856 dostavi manuskripte. Vieweg je prodal nenapisan drugi zvezek Ljudi s Seldwyle in sklenil z njim pogodbene kazni v primeru, če bi se pisanje zavleklo. A vendar: Sedem legend so pustile nase čakati 16 let, Ljudje s Seldwyle II 19 let ter Sinngedicht 25 let. Še eno veliko delo, ep v verzih Der Apotheker von Charmouny oder der kleine Romanzero,odgovor na Heinejevo vrnitev k veri v boga in nesmrtnost, je dokončal leta 1852, izdal pa šele v Zbranih Poezijah (nem. Gesammelte Gedichte) 30 let kasneje.
Čeprav navdihnjen ob melanholičnem zanimanju Märkiških pokrajin vzhodno od Berlina ter pogostih obiskov živalskega vrta, se Keller v Berlinu ni nikoli počutil doma. V zadnjih dveh letih ga je vedno bolj vleklo nazaj domov v Švico, poleg tega sta ga mati in sestra, katerima dolga obdobja ni nič pisal, težko čakali. Kar ga je držalo v Berlinu, so bili njegovi dolgovi in upanje, da si bo s pisanjem končno lahko zagotovil obstoj. S strani Züriške vlade ni primanjkovalo spodbude, da ga na dober način umestijo. Leta 1854 so mu ponudili mesto docenta na novo ustanovljenem Polytechnikumu, današnji ETH Zürich. Po kratkem premisleku pa je vendarle odklonil, “saj o dociranju pesnikov v dobesednem pomenu besede ni nikoli razmišljal” in je tako priporočil Hettnerja, ki pa je sledil klicu na Dresdenški umetniški akademiji. Tudi züriške zasebnike, alarmiral jih je njegov prijatelj Christiana Heusserja, je skrbelo zanj. Jakob Dubs, njegov soborec iz dni partizanskih shodov in takratni švicarski nacionalnih dejavnosti, je odredil ustanovitev majhne delniške družbe za rešitev Gottfrieda Kellerja pred dolžniškim zaporom. Vendar znesek 1800 Frankov, ki se je nabral, ni zadostoval. Na koncu je zmagala Kellerjeva nesrečna ljubezen nad izgubljenimi upi: “Ne morem več zdržati v Berlinu”, je napisal svoji materi ter ji razložil njegov položaj. Elisabeth Keller, ki je 1852 prodala svojo hišo na govejem trgu, ni odlašala in sina drugič rešila. Konec novembra 1855 je zapustil Berlin, se ustavil v Dresdnu tam spoznal Bertholda Auerbacha in Karla Gutzkowa in se decembra, po sedmih letih v tujini, vrnil v svoje rodno mesto.

### Svobodni pisatelj v Zürichu 1855–61
Kljub temu da Švica ni prejela podpore od takratnih vodilnih držav, se je med Kellerjevo odsotnostjo v Nemčiji uveljavila švicarska zvezna država. Ob vrnitvi je Keller našel svojo domovino v gospodarskem in kulturnem dvigu. Napočilo je obdobje Alfreda Escherja in liberalni Zürich je položil podlago za trenutno veljavo. Izgradnja državne mreže železnic in ustanovitev švicarske kreditne banke Credit Suisse AG je v državo usmerila kapital. Polytechnikum - Višja tehnična strokovna šola, tisti čas pod eno streho z univerzo, je privabljala znanstvenike ostalih fakultet. Tudi neprekinjena tradicija liberalne priseljevalne politike je poskrbela za dotok talentiranih reakcionerskih beguncev iz Nemčije, Avstrije, Francije ter Italije.

### Poznanstva
Večina priseljencev ni imelo finančnega kritja, kot npr. Richard Wagner, nekateri pa so bili tudi preskrbljeni, kot npr. zakonski par Francois in Eliza Wille ter Otto in Mathlide Wesendock. Ti so bistveno  pripomogli, da se je v Zürichu razvilo salonskego življenje. 
Z Wagnerjem, katerega spise je študiral že v Heidelbergu, se je Keller razumel “nenavadno dobro”. Wagner je cenil njegovo delo Ljudje s Seldwyle, katero je v začetku leta 1856 končno izšlo. Hvaljeno s strani Bertholda Auerbacha, kritizirano s strani Karla Gutzkowa. Keller je imenoval Wagnerjev Nibelunški Prstan “zaklad prvotne nacionalne poezije” in “žare in krvi polno pesnitev”, zadnje verjetno z zadržki, saj glede zaradi verzov kot npr. “Weia! Waga! Woge, du Welle, walle zur Wiege!” kasneje Wagnera precej napadel: Njegov jezik, tako poetičen in močan, njegovo dojemanje nemške presvetosti in kakršne njegove namere tudi so, so v svojem arhaističnem oštevanju neprimerne, saj maskiranje sedanjosti ali celo prihodnost pripada bolj preteklosti! 
Keller se je pogosto pritoževal, da v Zürichu biva toliko Nemcev. Bilo naj bi “strahovito” kako v Zürichu mrgoli učenjakov in literatov, je priznal Ludmilli Assing. Slišati naj bi bilo skoraj več knjižne nemščine ter francoščine in italijanščine kot pa švicarske nemščine.

### Pesnik slavospevov
Nacionalni karakter, ki so se ga letne zabave strelskih, pevskih in telovadnih društev skozi stoletja navzela, je vplival tudi na za tisti čas tipične prireditve kot npr. razstave in otvoritve novih železniških linij. Ob enem je to dodalo na teh prireditvah prikazanemu švicarskemu patriotizmu priokus kozmopolitizma. Politični azilanti niso ostali „ograjni“ gostje, njihova udeležba na "svobodnem družbenem življenju" je bila samoumevna, njihov doprinos dobrodošel. Tako je na primerwagnerjeva dejavnost prinesla glasbeno in gledališko sceno, kjer so nastopali virtuozi in velika imena gledališke umetnosti, med drugimi leta 1856 Franz Liszt in leta 1857 Duard Devrient. 
"Literarni turisti" so pridrveli občudovati republikanski čudež, tako recimo od Kellerjevih znancev starec Varnhagen z Ludmillo, Dunckerjevi in Stahr-Lewaldski zakonski par iz Berlina, Hettnerjevi iz Dresdna. Med bolj znanimi pa velja omeniti Paula Heysa, ki je prišel iz Müncha in takoj sklenil prijateljstvo s Kellerjem.
Medtem so ostale novele, ki jih je obljubil svojim založnikom, nenapisane. Skoraj vsa njegova literarna produkcija se je v tem času vrtela okoli teh zabav; otvoritveni napevi, koračnice, ep v verzih "Slavnostni sprevod v Zürichu", pesem "Ufenau" za spominsko proslavo ob grobu Ulricha von Huttena, ki jo je njegov prijatelj Baumgartner uglazbil in izvedel z zborom. Nadalje je leta 1850 napisal prolog za zabavo ob stoletnici Schillerjevega rojstnega dne ter leta 1860/61 zaradi krstitve Schillerjevega spomenika v Vierwalstaaterseeju esej Ob mitskem kamnu (nem. "Am Mythenstein"), kje je sicer kritiziral Wagnerjev jezik, vendar je izrazil tudi njegov pogled na klasično gledališče in razvijal ideje o švicarsko-nacionalnih festivalnih igrah. Nekatera dela so bila uprizorjena, vendar šele proti koncu stoletja. 
Neposredno in močno je delovala proti temu novela "Zastavica sedmin pokončnežev“ (nem. "Das Fähnlein der sieben Aufrechten"), v sredini katere stoji fiktivni slavni govor na zgodovinski zabavi, in sicer na Aarauskem enotskem streljanju leta 1849. 
Avtor je govor položil v usta mlademu strelcu, ki je Kellerjev pogled na razmerje med ljubeznijo do domovine in svetovljanstvom izrazil v pogostokrat citirane besede: "Spoštuj vsakega moškega deželo, vendar ljubi svojo." Ta pripoved, ki je 1860 izšla v Auerbachovem Nemškem Ljudskem koledarju (nem. "Deutschem Volkskalender"), je naznanila Kellerjevo “zadovoljstvo s stanjem v domovini” in je bilo v Švici tudi navdušeno ponatisnjeno. 
Keller je sedaj uveljavil svoje ime kot pisatelj in pripovedovalec vendar je njegov ekonomski položaj ostal ogrožen: Brez brezplačne hrane in stanovanja pri materi, kateremu gospodinjstvu je tudi Regula Keller prinašala svoj zaslužek kot prodajalka, ne bi mogel preživeti. V začetku leta 1860 je bil tako obupan, da je svojemu založniku zaman predstavil obležano delo Mali Romanzero (nem. "Der Kleine Romanzero"), čeprav je čutil časovno neprimernost takšne objave - Leta 1856 je umrl Heine in na knjižnem trgu so krožile razne dvomljive govorice. “Če bi bilo dovoljeno”, je pisal Freiligrathu, “vernike tepsti, namesto da jih plačujemo, tako bi prekleto pesem s tisočimi prijatelji zažgal.”

### Politični publicist
Kar je Kellerja v teh letih oviralo njegovo znanje profesionalno uporabiti, je bila diskrepanca (razkol) med njegovimi predstavami o državno-meščanski učinkovitosti - na eni strani izobraževalni cilji, kakor podani v Zelenem Henriku - in absurdna slika vloge republikanskega dvorskega pesnika, katera mu je grozila. Drugič v svojem življenju, podobno kot takratna vrnitev iz Münchna, se je počutil pri soustvarjanju državnega stanja izločenega in toliko bolj boleče je bilo sedaj, potem ko je svojo partizansko (nem. freischärlerische) preteklost prebolel v novelah kjer je izrazil svoje poglede o politični odgovornosti, strankarstvu in državi. Ponudba, da bi postal sekretar Kölnskega umetnostnega društva, ga je v teh razmerah le bežno zanimala. Toliko bolj energično se je javljal v politiki, sploh ko so velesile pričele malo zvezno državo ogrožati. Konec leta 1856, ko je sledil spor men Švico ter pruskim kraljem Friedrichom Wilhelmom IV., znan tudi pod imenom Neuenburško delovanje (nem. Neuenburgerhandel), se je pridružil medstrankarskemu narodnemu gibanju za obrambo pred prusko invazijo in vodilnim namenil spodbudni naslov Na vioski parlament švicarkse zveze (nem. An die Hohe Bundesversammlung). 
Njegov članek ni bil dosti drugačen od mnogih takrat napisanih in posvečenih Švici ter njenemu prebivalstvu. Drugače pa je njegov čalnek z naslovom Poziv k volitvam v Ustru (nem. Aufruf zur Wahlversammlung in Uster) jeseni 1860 med Savojskimi pogajanji (nem. Savoyerhandel), kjer je švica prišla v spor z Francijo, pod vodstvom Napoleona III.: Keller se je izpostavil kot pisatelj pobude za prihajajoče volitve v državni zbor in napadel "nesamostojnost razmišljanja" dotedanjih Züriških poslancev, ki so bili (povečini uradniki) - privrženci principata Alfreda Escherja, kateri so v očeh Kellerja in njegovih soborcev manjkali pri odločnem odporu proti neupoštevanju švicarske nevtralnosti odrejene pod Napoleonom III. V Bernskem kantonu je te napade nadaljeval v ironičnih člankih. Sočasno s tem so v feljtonu Das Fahnlein ponatisnili sledeče besede: 
Dovoli enkrat nastanek možakarjev z veliko milijoni, ko si lastijo politično željo po vladavini, in videl boš, kakšne traparije bodo počeli!.
Zmeda v Escherjevem taboru je bila občutna. So dojili kačo na lastnih prsih? Čeprav volilna iniciativa ni spravila nobenih njihovih mož skozi, je bilo prekletstvo prelomljeno, proti "sistemu Escher" in njegovim političnim vrednostnim postavkam, gospodarski moči in industrijskemu napredku, se je prvič dvignil glas literata. To je videl tudi napadeni in se je pustil povzeti v njemu bližnjem časopisu Novi Züriški časopis (nem. Neue Zürcher Zeitung). Njegov ton je bil hladno-premišljen, njegova tema spoštovanje Švice in njene nevtralnosti. 
V začetku leta 1861 so izšle še druge Kellerjeve “stranske glose”, v katerih je izrazil svoje nezadovoljstvo s stanjem periferije Escherjevega “sistema”. Zadnji članek se je osredotočil na glavno točko: Züriški veliki zbor je poskusil, otroško delo v predilnicah bombaža zakonsko omejiti iz trinajstih na dvanajst ur, ampak je padel zaradi odpora tovarnarjev. 
Občudovanja vredna prepoved otroškega dela je prišla v Švico šele 1877. Posledica za sestavljavca členov se je pokazala že po parih mesecih. Visoki politik Escherjevega tabora, Franz Hagenbuch, podpornik Kellerja in Wagnerja, je izdelal navidezno pretkan načrt kako pesniku onemogočiti državno delo. Načrt je uspel in je bil v javnosti sprejet napol jezno, napol pa kot “genialna potegavščina”.

### Prvi državni pisar kantona Zürich 1861-76
11. Septembra 1861 se je Keller potegoval za prosto mesto prvega državnega pisarja kantona Zürich. Tri dni kasneje ga je vlada izvolila s petimi glasovi proti tremi. S tem je dosegel najbolje plačano mesto, ki ga je njegova domača republika imela na voljo. Mesto, ”niti polovična niti celotna sinekura”, mu sicer ni dovolilo veliko časa za pisanje literarnih del, je pa ustrezala njegovim nagibom in njegovim sposobnostim in ga je osvobodila stalnih finančnih skrbi. Nihče se ne pritožuje nad tem preobratom v življenju pesnika! Dejansko je postala njegova slava. Saj se je nahajal na naslednji poti k divjini, je komentiral Baechtold.

#### Pristop in politično delo
Po imenovanju Kellerja so se v novinarskih krogih pojavila vprašanja kot npr.: Zakaj je pred svojimi konkurenti, izkušenimi pravniki in upravniki, dobil prednost? Bodo lahko z letno plači 5-6000 Frankov, Frondi zaprli usta? Tudi časopisi, ki so ta sum zavračali, so bili presenečeni in so izrazili dvome o sposobnosti pesnika. Ta dvom se je zdel upravičen, kajti Keller je 23. septembra zaspal že ob samem pričetku dela. Na predvečer je bil del večje družbe v gostilni Zum Schwan, na kateri so domači in tuji garibaldijevi privrženci, med njimi tudi Ludmilla Assing, grofinja Hatzfel, Emma in Georg Herwegh ter Wilhelm Rustow, praznovali skupaj z Ferninandom Lassallejem, ki se je ravno takrat mudil tod okoli. Ko je slednji, že pozno ponoči, organiziral seanco (fr. Séance), pri kateri mu je Herwegh služil kot medij, se je Keller zbudil iz molčečega sedenja, prijel stol in rinil v njih z besedami Sedaj imam dovolj, barabe, goljufi!. V nastalem trušču so ga postavili na svež zrak. Vlada je izdala pritožbo zoper njega. Šest tednov kasneje je bil novinec na vrhu državne pisarne tako dobro vdelan, da je Züriški časopis Freitagszeitung, ki se je izpostavila s kritiko o njegovem poklicu, v tem videl priložnost, da so mu je čestital.
Keller se je z materjo in sestro vselil v Zuriško hišo Steinhaus, kjer je bila v prvem nadstropju državna pisarna, v drugem pa službeno stanovanje državnega pisarja. Drugače kot pri Zelenem Henriku je mater pesnika doživela zadoščenje, svojega sina videti cenjenega in preskrbljenega. 
5. februarja 1864 je Elisabeth Keller umrla v svojem 77. letu starosti.
K Kellerjevim številnim upravnim dolžnostim je spadala tudi priprava tako imenovanih Bettags-mandatov. Prvi teh pisnih del je nastal 1862. Vlada je imela pomisleke o objavi. Avtor, ki se sam ni udeleževal cerkvenih zabav, je kot običajno, državni cerkvi ob dnevu molitve zaželel dobro obiskane maše, vendar potem dodal: Naj pa tudi cerkveno neozaveščeni državljan ne preživi tega dne s svojo svobodno vestjo v nemirnem raztresenem stanju, ampak naj v tihi zbranosti pokaže svoji domovini spoštovanje. 
Izven upravnih poslov je Keller v letih 1863−65 deloval kot sekretar Švicarskega centralnega komiteja za Poljake, politično-humanitarne organizacije, ki jo je soustanovil ob izbruhu poljskega januarskega upora. Med leti 1861-66 je tudi zastopal domači okraj Bülach v Velikem svetu, vendar za tem ni bil več izvoljen, ker ga je nastajajoča demokratska stranka medtem že videla kot spodbudnika sistema, ki ga je pred svojim vpoklicem ostro kritiziral.
Nezadovoljstvo s sistemom Escher se je od leta 1863 dalje izrazilo kot zahteva po direktni demokraciji. Keller, zagovornik zastopniške demokracije, je v letih 1864/65 v več časopisnih člankih nasprotoval popolni reviziji Züriške ustave in v sledečem letu sodeloval pri delni reformi, s katero so volivci pridobili pravico, preko ljudskih iniciativ zahtevati izdelavo nove ustave. Te pravice so se demokrati hitro poslužili, da bi porušili sistem. Slabe letine, kriza švicarske tekstilne industrije in epidemija kolere v Zürichu so olajšale njihovo početje. Kroženje se je začelo s pamfletom Züriškega odvetnika Friedricha Locherja (1820-1911), kateri je z mešanico resnice in laži zelo škodoval ugledu Escherja in njegovih somišljenikov.
Gibanje je doseglo svoj vrh konec leta 1867, in se zaključilo z Locherjevo odstranitvijo.
V manj kot letu je bil izvoljen ustavni odbor z Kellerjem kot drugim sekretarjem ki je izdelal novo ustavo. Ta je bila 18. aprila 1869, ob visoki volilni udeležbi z veliko večino sprejeta. Kmalu za temi sledečimi prvimi direktnimi volitvami Züriške vlade so zmagali demokrati; vse razen enega svetnika stare liberalne garde so zamenjali. Keller je pričakoval da bo odpuščen. V našem kantonu imamo namreč suho revolucijo s pomočjo popolnoma mirnih, ampak zelo škodljivih volitev, posledica česar je, da je naša ustava popolnoma spremenjena, je že leta 1868 v pismu zaupal prijateljici Assingovi.
Na Kellerjevo presenečenje ga je nova vlada potrdila v njegovi upravi. v manj politično razburljivih časih ji je služil nadaljnjih sedem let.

### Spodleteli poročni načrti, počastitve, novi prijatelji
V začetku leta 1865 je Gottfried Keller spoznal pianistko Luise Scheidegger (rojena leta 1843). Živela je v Herzogenbuchseeju, kjer je odrasla kot rejenka pri premožnih sorodnikih in na konservatoriju v Genfu pridobila koncertno diplomo. Maja 1866 se je brez javnega oznanila z njo zaročil. Nekaj mesecev kasneje si je Luise vzela življenje v svojem rodnem kraju. 
Točen motiv ni znan. Luise je bila poznana kot pripravljena pomagati, prijetno, duhovito in polno prikazovanj velike ljubeznivosti. “Občutno veselje, podčrtano s tiho melanholijo, je že prej prisotnim lastnostim dodalo določeno žlahtnost”. 
Sedem let je Keller žaloval za Luise Scheidegger. Potem je za roko zaprosil “Sallsko” hči Lino Weißert (1851-1910). Ni se zavedal da je le ta že zasedena. Lina je sedaj triinpetdesetletnega vljudno zavrnila.
19. Julija 1869 so züriška pevska društva, študentske zveze in na koncu kantonska vlada, molčečega pesnika zaradi njegovega petdesetega rojstnega dneva “glasno opozoriti na njegov poklic.” Pravna fakulteta univerze Zürichu mu je podelila častni doktorat. Pri slavnostnem banketu je Keller spoznal mladega dunajskega pravnika Adlofa Exnerja, s katerim ga je takoj povezalo prisrčno prijateljstvo. 1872 je spoznal njegovo ljubeznivo sestro Marie, ki se je 1874 poročila z avstrijskim urologom Antonom von Frischem. 
Exnerjem na ljubo je Keller po desetih letih brez dopusta dvakrat obiskal Habsburško monarhijo. Na jezeru Mondsee je začel celo ponovno slikati. Karl Dilthey je leta 1873 pisal Marie Exner: “Keller je tako podrobno sam, in Exner in jaz smo skoraj edini ljudje, ki jih lahko prenaša”. Sam sebe je opisal kot:”Jaz sem [...] majhen debel možak, ki gre zvečer ob devetih v gostilno in se ob polnoči uleže v posteljo kot star samec.”

### Literarna produkcija
Kellerjev poetični duh pod pritiskom uradniških poslov ni zakrnel. Poleg novo pridobljenega korespondenta, je tudi njegov stari prijatelj Friedrich Theodor Vischer, profesor v Tübingenu, kritično pripomogel k temu, da je Keller, v Berlinu začete pripovedi pisal dalje. Založnik Ferdninand Weibert (1841-1926), novi lastnik založbe Goeschen'schen Verlagsbuchhandlung poskrbi, da leta 1872 izzide Sedem Legend (nem. Sieben Legenden) ter  leto kasneje še v drugi nakladi. Honorar je Keller uporabil za odkup pravic od založbe Vieweg. Prenesel jih je Weibertu, ki je leta 1873 izdal novo izdajo Ljudi iz Seldwyle. Leta 1874 je sledilo še pet Seldwylskih novel: Obleka dela človeka (nem. Kleider machen Leute), Kovač svoje sreče (nem. Der Schmied seines Gluckes), Zlorabljena ljubezenska pisma (nem. Die missbrauchten Liebesbriefe), Dietegen in Izgubljeni smeh (nem. Das verlorene Lachen). Za idejo o zgodbi o krojaču Wenzel Strapinski, ki ga v delu Obleka naredi človeka, smatrajo za poljskega grofa, se Keller lahko zahvaliti svojemu delu v Centralnem komiteju za Poljake in njegovi povezavi s poljskim emigrantom Wladyslavom Platerjem. Še močnejše časovno zgodovinske povezave lahko zasledimo v delu Izgubljen smeh, v novelo predelani roman v ključu. Keller v njemu obdela nastanke demokratične Agitacije iz leta 1867/68 in reformatorsko vnemo liberalnih teologov iz Korna. Slednje je sprožilo v Zürichu ogorčenje. V Züriški verkvi Sv.Peter so celo pridigali proti avtorju. Keller je spoznal, da ga bo sedaj njegovo pero lahko "nahranilo"- kot državnemu pisarju mu ni pripadala pokojnina. Tako je julija 1876 zaključil svoje delo da bi se lahko neomejeno posvetil pisanju.
- Slika Gottfrieda Kellerja, avtor: Karl Stauffer-Bern, 1886
- Naslovnica za deveti del kellerjevih Zbranih del, avtor: Arnold Böcklin, 1889
- Slika Gottfrieda Kellerja, avtor: Arnold Böcklin, 1889

### Starostno delo 1876–90
Z izjemo dram je Keller v desetletju in pol do svoje smrti izpeljal vse svoje ideje, ki jih je začel v Berlinu. Še več, napisal je še en cikel novel in roman. Kakor je na stara leta sklepal nova prijateljstva, tako so nastaja nova dela na področju lirike. 
1876-77 je Keller napisal Züriške novele, ki so jih deloma prednatisnili v časopisu Nemški Pogledi (nem. Deutscher Rundscahu), potem pa so v končni obliki kot knjiga izšle pri založbi Goschen. Izdaja knjige je zavzemala pripovedi Handlaub, Der Narr auf Manegg, Der Landvogt von Greifensee, Das Fahnlein der siebe Aufrechten in Ursula. 
1879-80 je izšel v celoti predelan Zeleni Henrik pri istoimenski založbi. Leta 1881 pa kot predtisk v Nemških pogledih cikel novel Das Sinngedicht z novelami O nepokorni devici (nem. Von einer törichten Jungfrau), Uboga baroninja (nem. Die arme Baronin), Regina (nem. Regine), Opazovalci duhov (nem. Die Geisterseher), ter Don Correa in Berloki (nem. Don Correa und Die Berlocken). Za knjižno izdajo Sinngedichta (1882) je Keller zamenjal založnika (Willhelm Hertz), ki je  pokupil beletristični oddelek Dunckerjeve založbe.
Leta 1883 je Hertz objavil Kellerjeve Zbrane Poezije (nem. Gesammelte Gedichte). 1886 je izšel roman Martin Salander in sicer v nadaljevanjih v časopisu Nemški Pogledi (nem. Deutsche Rundschau). Hertz je pridobil tudi pravice za objavo končne verzije Zelenega Henrika, in ga izdal pod naslovom Zbrana Dela (nem. Gesammelte Werke). Keller si je od leta 1877 dopisoval s pesnikom Theodorom Stormom in njegovim prijateljem, vodjem vlade Šlesvih-Holštajna Wilhelmom Petersenom. Leta 1884 se je v Zürich priselil slikar Arnold Bocklin. Slikar in pisatelj sta sklenila prijateljstvo, ki je trajala do Kellerjeve smrti. Bocklin je skiciral prav tako medaljo (das Frontispiz zur Hertz'schen Gesamtausgabe), ki jo je Züriška vlada dala kovati Kellerju za 70. rojstni dan.
Leta 1888 je umrla žena Regula Keller. Gottfried Keller je umrl 15. julija 1890. Njegov pepel je našel končno počivališče 1901 v pokopališču Zentralfriendhod Zürich (danes pokopališče Sihlfeld). Nagrobnik je oblikoval Richard Kissling. 
Svojo zapuščino je namenil Centralni knjižnici v Zürichu (nem. Zentralbibliothek Zürich). Ta obsega Kellerjeve rokopise in pisma, njegove knjižnice ter več kot 60 lastnoročnih risb in slik. 

## Dela
- Poezije (Gedichte, 1846)
- Nove Poezije (Neuere Gedichte, 1851)
- Zeleni Henrik, prva verzija romana (Der grüne Heinrich, Erstfassung des Romans, 1853–55)
- Ljudje iz Seldwyle; prvi del cikla novel s pripovedmi  (Die Leute von Seldwyla Teil I des Novellenzyklus, 1856; sl. 1944)
- Sedem Legend, cikel novel (Sieben Legenden, Novellenzyklus, 1872)
- Ljudje iz Seldwyle; prvi del ostaja enak, dodan drugi del pripovedi, prevod Joža Glonar (Die Leute von Seldwyla, Teil I des Zyklus unverändert, * Teil II mit züsatzlichen Erzählungen 1873–74; sl. 1944)
- Züriške novele (Züricher Novellen, 1877; sl. 1923 Regina (poslovenil Joža Glonar), sl. 1919 Don Correa (poslovenil Joža Glonar)
- Zeleni Henrik, zadnja verzija romana, prevedel Jože Dolenc (Der grüne Heinrich, Endgültige Fassung des Romans, 1879–80; sl. 1953)
- Smiselna pesem, cikel novel s pripovedmi (Das Sinngedicht, Novellenzyklus mit den Erzählungen, 1881; novela Regina sl. 1923)
- Zbrane poezije (Gesammelte Gedichte, 1883)
- Martin Salander (Martin Salander, 1886)
- Zbrana dela v desetih knjigah (Gesammelte Werke, 1889)